# Малая Суетка (посёлок)
Ма́лая Суе́тка — посёлок в Краснощёковском районе Алтайского края России. Входит в состав Краснощёковского сельсовета.

## География
Посёлок находится у реки Малая Суетка, в 11 км от районного центра — Краснощёково и 315 км от краевого центра — Барнаул. Ближайший населённый пункт — село Маралиха — 36,5 км.

## История
Архивных материалов и документальных свидетельств об истории поселения Малая Суетка не сохранилось. В «Алфавитном перечне населённых пунктов» «Списка населенных мест Томской губернии за 1911 год» отмечен засёлок Малая Суетка и заимка Малая Суетка. В графе «Заимки на арендных, казённых землях 1-го полицейского участка» записан засёлок, стоит на реке Малая Суетка, число дворов — 3. На «казённых землях 4-го участка» есть заимка Малая Суетка, число дворов — 12, находится на реке Малая Суетка. В поселениях «при реке Малой Суетке» числится 37 мужчин и 41 женщина. Оба населённых пункта входили в Змеиногорский уезд. 
В Списке населенных мест Сибирского края за 1928 год перечислен посёлок Малая Суетка. Входил в Рубцовский округ Колыванского района относился к Краснощёковскому сельскому совету, год образования — 1901. Число хозяйств — 29, число жителей: мужчин — 86, женщин — 88. Состав населения — русские.

## Население
| 1926 | 1997 | 1998 | 1999 | 2000 | 2001 | 2002 | 2003 |
| ---- | ---- | ---- | ---- | ---- | ---- | ---- | ---- |
| 174  | ↗231 | ↘226 | ↘218 | ↘200 | ↗217 | ↘198 | ↗199 |
| 2004 | 2005 | 2006 | 2007 | 2008 | 2009 | 2010 | 2011 |
| ↘194 | ↘180 | ↘176 | ↘160 | ↘156 | ↘144 | ↘123 | ↘122 |
| 2012 | 2013 |      |      |      |      |      |      |
| ↘116 | ↘109 |      |      |      |      |      |      |

## Инфраструктура
ООО «Сибирь-Агро» (выращивание зерновых и зернобобовых культур). Почтовые отделения, обслуживающие п. Малая Суетка, находятся в административном центре Краснощёково.
Жители Малой Суетки, проживавшие в посёлке в 1949 году, получают льготы, как подвергшиеся радиационному воздействию вследствие ядерных испытаний на Семипалатинском полигоне (распоряжение правительства РФ от 08.02.2002 № 156-р) .

## Достопримечательности
- Малая Суетка 1, курганный могильник. Памятник федерального значения (рег. номер 221440163430006).
- Малая Суетка 2, курган, археологический памятник федерального значения (№ 221441041650006)
- Малая Суетка 3, курганный могильник, памятник федерального значения (№ 221441041550006)
- Малая Суетка 4, курганный могильник, памятник едерального значения (№ 221441041560006)[12].